# Wieżowiec przy al. Jerzego Waszyngtona 2b w Warszawie
Wieżowiec przy al. Jerzego Waszyngtona 2b w Warszawie – budynek mieszkalny przy al. Jerzego Waszyngtona 2b w dzielnicy Praga-Południe w Warszawie.

## Historia
Budynek został wzniesiony w latach 1962–1963 według projektu Marka Leykama.
Był pierwszym tak wysokim budynkiem na prawym brzegu Wisły i pierwszym blokiem mieszkalnym w Warszawie z całkowicie szklaną elewacją (od południa i północy). Przezroczystą ścianę dźwigał betonowy wspornik w formie litery V. Rozwiązanie to okazało się jednak niepraktyczne. Uwarunkowania klimatyczne wymusiły ograniczenie przeszkleń o połowę, przez co wygląd budynku pozostał daleki od pierwotnego zamysłu.
Obiekt stał się ilustracją hasła architektura polska w Wielkiej Encyklopedii Powszechnej PWN.

## Galeria

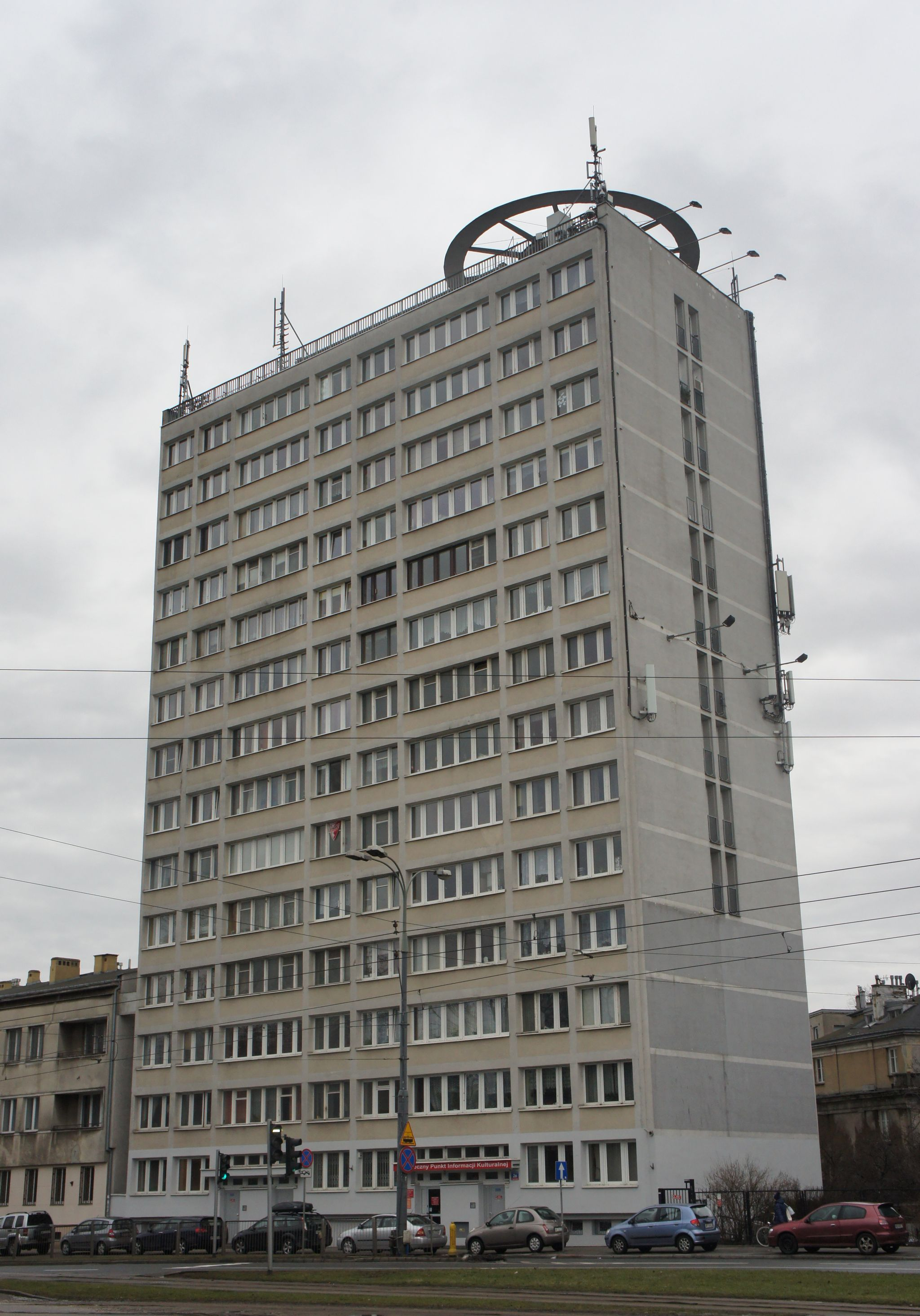
Widok współczesny budynku, widoczne zmniejszone przeszklenia